# Holubî, Lîpova Dolîna
Holubî (în ucraineană Голуби) este un sat în comuna Saii din raionul Lîpova Dolîna, regiunea Sumî, Ucraina.

## Demografie
Componența lingvistică a localității Holubî
     Ucraineană (100%)
Conform recensământului din 2001, toată populația localității Holubî era vorbitoare de ucraineană (100%).